# جون واليس (لاعب كرة قدم)
جون واليس (بالإنجليزية: Jon Wallis)‏ (4 أبريل 1986 في المملكة المتحدة - ) هو لاعب كرة قدم بريطاني في مركز الوسط. لعب مع نادي غيلينغهام ونادي هيرفورد ونادي دارتفورد ونادي دوفر أتليتيك وداغنهام وريدبريدج وهاستينغز يونايتد.

## وصلات خارجية
- جون واليس على موقع قاعدة بيانات كرة القدم.إي يو (الإنجليزية)
- جون واليس على موقع Soccerbase.com (لاعب) (الإنجليزية)